# Alex Young (Leichtathlet)
Alex Young (* 1. September 1994 in Nashville, Tennessee) ist ein US-amerikanischer Leichtathlet, der sich auf den Hammerwurf spezialisiert hat.

## Sportliche Laufbahn
Alex Young studierte von 2012 bis 2016 an der Southeastern Louisiana University und sammelte 2013 seine ersten Erfahrungen bei internationalen Meisterschaften, als er bei den Panamerikanischen Juniorenmeisterschaften in Medellín mit einer Weite von 58,91 m den zehnten Platz mit dem leichteren 6-kg-Hammer belegte. 2016 gewann er bei den U23-NACAC-Meisterschaften in San Salvador mit 67,43 m die Bronzemedaille hinter dem Mexikaner Diego del Real und seinem Landsmann Rudy Winkler. 2017 startete er bei den Weltmeisterschaften in London und schied dort mit 72,07 m in der Qualifikationsrunde aus. Im Jahr darauf gewann er bei den NACAC-Meisterschaften in Toronto mit 72,72 m die Silbermedaille hinter dem Costa-Ricaner Roberto Sawyers und 2021 nahm er dann an den Olympischen Sommerspielen in Tokio teil und verpasste dort mit 75,09 m den Finaleinzug.
2022 gelangte er bei den Weltmeisterschaften in Eugene mit 73,60 m im Finale auf den zwölften Platz. Im Jahr darauf schied er dann bei den Weltmeisterschaften in Budapest mit 69,10 m in der Qualifikationsrunde aus.
2017 wurde Young US-amerikanischer Meister im Hammerwurf und in den Jahren 2017 und 2022 wurde er Hallenmeister im Gewichtweitwurf.